# بنكنوت (فلم)
بنكنوت فيلم دراما وجريمة وتشويق وإثارة مصري  من إخراج وتأليف أحمد جلال عام 1936. الفيلم من بطولة آسيا داغر وماري كويتي وأحمد جلال  وتدور الأحداث حول سلوى التي تلتقي بالشاب نجيب، فتتزوّجه بعد انفصالها عن زوجها السابق. ولكن خلال فترة انفصالها عن زوجها وزواجها التالي، تندفع في طريق الرذيلة والمجون.
صدر الفيلم إلى دور العرض المصرية في 27 مايو 1936 (سينما تريومف) - 14 مايو 1936 (سينما الكوزمو جراف بالإسكندرية)
منح موقع قاعدة بيانات الأفلام العربية «السينما.كوم» الفيلم درجة 5.3/ 10.

## أحداث الفيلم
تعيش سلمى (آسيا داغر) حياة مستهترة، تبحث عن إشباع رغباتها المادية والجسدية، وتندمج وسط المجتمعات الراقية لتوقع في شباكها الصيد الثمين. يعود زوجها فجأة إلى بيته ليجد زوجته في أحضان عشيقها، فيطلقها ويطردها من البيت. تتردد سلمى على الملاهي الليلة لتلبي نداء طلاب المتعة، حتى يلتقي بها نجيب بك (فؤاد الرشيدي) مفتش الشرطة، فيتزوجها وينجب منها طفلة. يدخل شوكت (أحمد جلال) يوماً إلى مكتب منزل المفتش نجيب، فيراه يضع نقوداً في مكتبه، فيدعوه للسهر معه في النادي، وهناك يخسر شوكت كل رصيده، ويأخذ نجيب مكانه، وينتهز شوكت الفرصة ويسارع إلى بيت نجيب ليسرق النقود. يعود نجيب فجأة لبيته، ويخشى شوكت أن يضبطه متلبساً بالسرقة، فيسرع لحجرة نوم سلمى زوجة نجيب، ويدخل نجيب ويظن أن زوجته تخونه، ويصوب مسدسه نحو شوكت، ولكن الأخير يفلح في إسقاط المسدس من يده، وتلتقط سلمى المسدس، وتطلق النار على شوكت، ولكنها تصيب زوجها نجيب، ويحكم على سلمى بالسجن ثلاث سنوات. يتعرف شوكت على إحدي فتيات الليل تدعى ليلي (ماري كويني)، فيتخذها عشيقة له، بعد أن تقع في غرامه، يقوم بتدريبها لتصبح شريكته في عمليات الاحتيال. تخرج سلمى من السجن وتعمل خادمة عند هذه العشيقة، وتعرف سرها، ويوفق شوكت في سرقة آلاف الجنيهات من مكتب مدير إحدى الشركات، ولكن سلمى ترشد الشرطة إلى شوكت، وعندما يحضر المفتش نجيب للقبض على شوكت، الذي يحاول الهرب، فتطلق سلمى النار على شوكت لترديه قتيلاً.

## طاقم التمثيل
- آسيا داغر: في دور سلمى هانم (الزوجة المستهترة)

- ماري كويني: في دور ليلي (فتاة الليل)

- أحمد جلال: في دور شوكت (الشاب المحتال)

- فؤاد الرشيدي: في دور نجيب بك (مفتش الشرطة)

- بثينة سليمان: في دور الطفلة

- يوسف صالح: في دور المطرب

- حسين حلمي جاد: في دور الخادم

- أبو العلا منصور: في دور رفيع بك عبد الباسط (تاجر القطن المشهور)[9][10]

## استقبال الفيلم
كتبت مروة السورى على موقع نقابة المهن السينمائية في 27 سبتمبر 2020 مقالة تحت عنوان فيلم «البنكنوت» يبرز مواهب المخرج أحمد جلال في عالم الجريمة، جاء فيها: «بعد أن نجحت تجربة المخرج القدير» أحمد جلال«في تقديم تجربة أول فيلم تاريخي بالسينما المصرية» شجـر الدر«وأول فيلم خيال علمي» عيون ساحرة«قرر خوض التجربة السينمائية التشويقية والتي بدأت مع فيلم «البنكنوت» والتي تدور محاورها حول جريمة قتل غامضة تنقلب معها الأحداث رأسا على عقب، بطولة نسائية لآسيا داغر وماري كويني عرض الفيلم 27 مايو 1936 بسينما تريومف بمصر الجديدة وسط إشادة الجمهور والنقاد بفكرة الفيلم التشويقية مما جعله يتجه للتحمس لإخراج فيلم زوجة بالنيابة في نفس العام 1936».

## روابط خارجية
- مقالات تستعمل روابط فنية بلا صلة مع ويكي بيانات
- بنكنوت على الدهليز
- بنكنوت على كاروهات